# Дике сім'я (роман)
«Дике сім'я» (англ. Wild Seed) — науково-фантастичний роман американської письменниці Октавії Батлер, в якому протягом XVII—XIX століть відбувається протистояння двох надприродних істот. Це історія опору, відповідальності за свої вчинки, свободи волі, боротьби за свої права, ненависті. Написано у 1980 році. Є 4 частиною серії «Паттерніст» (або «Той, що має Здатність»): «Творець здатності» (1976 рік), «Розум мого розуму» (1977 рік), Той, хто залишився живим (1978 рік), «Ковчег Клея» (1984 рік).

## Зміст
Події починаються в Нігерії XVII століття. Доро («Схід») телепат і дух, що змінює тіла для продовження власного існування. Для цього він вбиває того, ким хоче стати і заволодіти його тілом. Втім, необов'язково це повинен бути чоловік, також ним може бути жінка або дитина. В результаті він не вмирає протягом 4000. Доро поступово здійснює план вселенського масштабу з розповсюдження свого сім'я і створення нового, поліпшеного виду людей. Героїнею є Ан'янву («Сонце») з племені ігбо, що теж вміє змінюватися, але їй не потрібно для цього вбивати об'єкт. Вона змінює сама себе, зсередини. Чоловіки і жінки, діти, тварини і птахи — вона може стати будь-ким. Вона і лікує сама себе, і поки вона це робить, вона не підвладна хворобам і старості. Доро знаходить її, залишаючи одне зі своїх сіл, де експеримент зі створення надраси пройшов невдало. Його начебто щось кличе, і він знаходить згорблену стареньку, яка зовсім не так проста, як здається.
Доро переконує Ан'янву поїхати з ним до Америки. Вона погоджується покинути рідне село в обмін на його обіцянку не вбивати нікого з її численних нащадків. Доро планує мати від Ан'янву нащадків. Водночас також поліпшити генофонд поселення в Америці, де Ан'янву має стати дружиною сина Доро — Ісаака. Доро сподівається отримати дітей з особливими здібностями. Незабаром Доро дізнається, що коли Ан'янву перетворюється на тварину, він не може відчути її або вбити. Йому здається небезпечною її здатність змінювати форму, тому Доро задає собі питання, чи має він достатньо сили для контролю над Ан'янву. Остання в поселенні Доро починає сумніватися, але Ісаак переконує Ан'янву лишитися.
Через 50 років Доро повертається до свого поселення, де бачить щасливий шлюб Ісаака і Ан'янву. Разом з тим власні стосунки з дружиною сина у Доро істотно погіршуються. Та дедалі більше не бажає коритися й слугувати його планам. У будинку сина Доро зустрічає доньку Ан'янву і Ісаака — Нвеке, яку, виявляється, він зовсім не може контролювати. Доро розуміє, що експеримент провалюється, оскільки нові люди не стають підвладними йому. В суперечці, намагаючись захистити Ан'янву, Ісаак випадково вбиває доньку — Нвеке. Внаслідок цього стається в нього серцевий напад. Але Ан'янву занадто слабка, щоб зарадити чоловікові — той вмирає. Побоюючись за своє життя, Ан'янву перетворюється на тварину й тікає.
Пройшло 100 років. В країні вирує Громадянська війна. Доро зрештою знаходить Ан'янву в штаті Луїзіана. Вона створила власне поселення, яке більш розвинене, ніж попередні у Доро. На відміну від останнього, що пропагує вищість свою та своїх нащадків над іншими людьми, Ан'янву закликає до мирного існування, любові. Доро вирішує знову взяти під владу Ан'янву, а також усе її поселення. Для цього перевозить своїх нащадків до Луїзіани. Агент Доро — Джозеф Толер — стає чоловіком доньки Ан'янву (однієї з багатьох) і невдовзі порушує мирне існування поселення: в результаті відбуваються сутички та вбивства.
Ан'янву поступово приходить до думки, що буде змушена постійно боротися й тікати від Доро. Це триватиме безкінечно. Вона цього не бажає, тому вирішує накласти на себе руки. Доро в розпачі погоджується не вбивати більш бездумно задля продовження власного існування, зм'ягчитися. Також Доро відмовляється від намірів мати дітей від Ан'янву, яка скидає владу Доро. Тепер вони партнери у справі поліпшення своїх нащадків.

## Стиль
Мова авторки в зображенні подій доволі невибаглива та невишукана, декому навіть здається марудною. Разом з тим, на думку критиків, примітивна мова Октавії Батлер органічно виглядає в оповіданні про жінку з Африки XVII століття. В змінах, що відбуваються в Ан'янву і Доро читач знаходить молекули, атоми, розподіл ДНК.

## Основні теми
- Протягом усього роману відбувається протистояння двох надістот: Доро, що бажає володіти світом, та Ан'янву, яка розглядає свої здібності як засіб покращання людства. Першого розглядають як патріарха, що суворо все контролює, а героїню — уособленням матріархату, життя. Доро розглядає Ан'янву та її нащадків диким сім'ям, що слід приручити на користь собі.
- Питання євгеніки як шляху керованої еволюції людства. Лише для чого й який шлях обрати.
- Важливим є віддзеркалення феміністичних настроїв автора: жінка бореться проти жорстокого й свавільного чоловіка, намагається зберегти власну свободу. У відносинах Доро і Ан'янву природний контраст між чоловічим і жіночим викручено на максимум. Головна героїня була б готова полюбити безсмертного антагоніста, якби він не був таким безсердечним і холодним, що думає лише про свою вигоду, шантажує її вбивством її дітей.
- Важливим є афроцентризм авторки, яка зображує культуру африканських народів, зокрема з Гвінейської затоки, як прадавню, що поєднується та впливає на культуру Америки. При цьому надістотами, єдиними подібними у світі зображено саме африканців, чорношкірих. До білих Доро виявляє зневагу. Виявляється, що саме африканці є провідниками людської еволюції. Чорношкірому антагоністу здатен протидіяти лише чорношкірий протагоніст.
- Автор показує також рабовласницьку сторінку в історії США. В результаті фантастичні події поєднуються з історичним фоном, життям чорношкірих рабів того часу. Ан'янву, що є чорношкірою жінкою в Америці в той час, коли всі чорношкірі люди були привезеними рабами з Африки, відкидає можливість змінити свою зовнішність і стати гідною поваги білою жінкою, що полегшило б їй повсякденне життя. Вона відмовляється це робити і не хоче мати секс з Доро, коли він з'являється в тілі білого чоловіка.

## Номінації
- номінація на Меморіальну премію Джеймса Тіптрі-молодшого, 1995 року